# Balard (metropolitana di Parigi)
Balard è una stazione sulla linea 8 della metropolitana di Parigi ed è ubicata nel XV arrondissement.

## La stazione
La stazione venne aperta nel 1937 e prese il nome di Antoine Jérôme Balard (1802-1876), chimico che scoprì il bromo nel 1826. Egli riuscì ad estrarre il sodio ed il potassio dall'acqua di mare e divenne membro dell'Accademia francese delle scienze nel 1844. La stazione è in coincidenza con la linea T3a della tranvia parigina.
La stazione ha tre binari passanti.
Nelle immediate vicinanze è presente il parco acquatico indoor Aquaboulevard.

## Storia
Un bombardamento americano nel 1943, avvenuto nell'ora di punta del mattino mentre la gente si recava al lavoro, fece diverse vittime fra le quali l'edicolante dei giornali che venne decapitata da una lastra di vetro.
Il nome previsto, prima del prolungamento della linea, era Porte de Sèvres.

## Interconnessioni
- Bus RATP - 39, 42, 88, 169
- Noctilien - N13, N62, N121